# رويالستون (ماساتشوستس)
رويالستون هي بلدة في مقاطعة ورسستر، ماساتشوستس، الولايات المتحدة. بلغ عدد سكانها 1,250 نسمة وفقًا لتعداد 2020.

## تاريخ

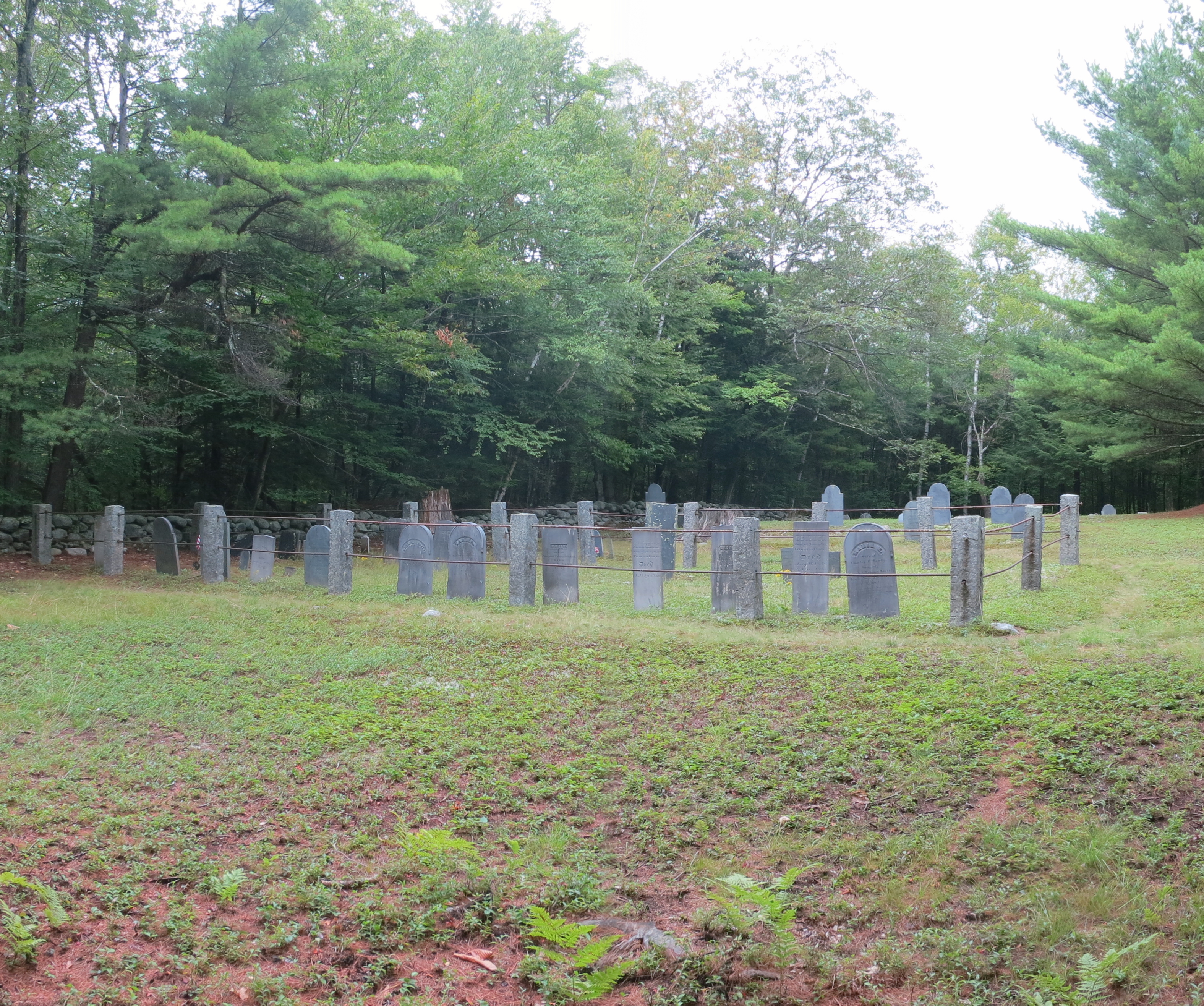
مقبرة نيوتن، واحدة من العديد من مقابر رويالستون – وهي تقع بالقرب من بداية المسار المؤدي إلى شلالات رويالستون.

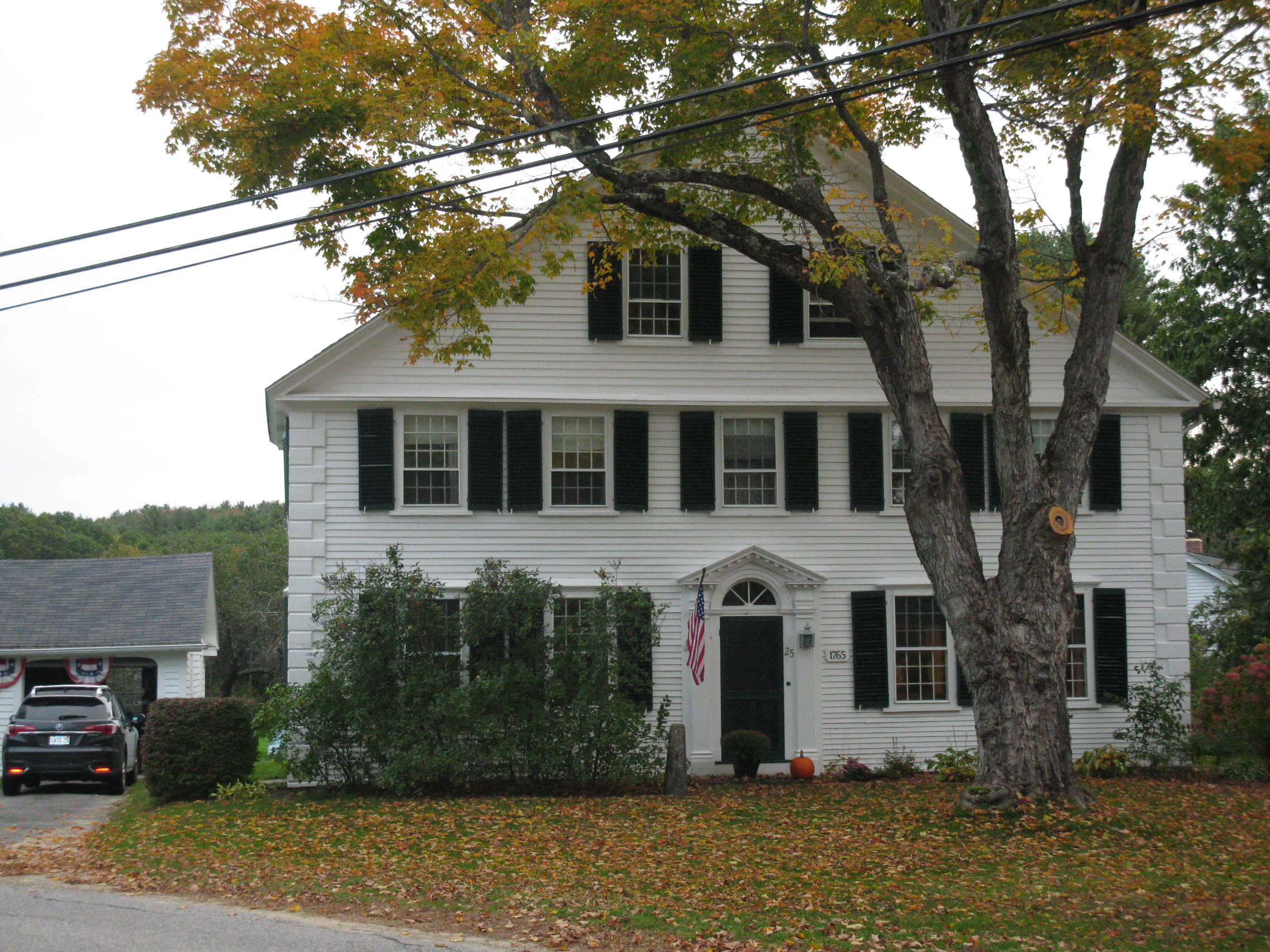
منطقة رويالستون التاريخية

رويالستون هي بلدة صغيرة تقع في منطقة شمال كوابين في الجزء الشمالي الغربي من وسط ماساتشوستس. سميت البلدة تيمناً بإسحاق رويال، وهو مالك للعبيد ورجل أعمال من ميدفورد، ماساتشوستس، الذي أسس البلدة من خلال صفقة عقارية في عام 1765. معظم أراضي البلدة مكونة من غابات وأراضٍ رطبة، وهناك عدة محميات ومناطق لإدارة الحياة البرية. توجد محميتان رئيسيتان، الأولى هي منطقة سد الحماية من الفيضانات في بحيرة تالي في الجزء الجنوبي الغربي من البلدة، والثانية هي محمية شلالات رويالستون في الجزء الشمالي.
أكبر تجمع سكاني في البلدة هو قرية ساوث رويالستون الواقعة في الركن الجنوبي الشرقي للبلدة. ويحتوي المركز التاريخي لرويالستون على قرية صغيرة تضم مركزًا تقليديًا محافظًا بشكل جيد يعود للعهد الاستعماري في نيو إنجلاند، بما في ذلك الساحة العامة. يحتوي مركز البلدة على قاعة البلدية، مكتب البريد، الكنيسة التجمعية، ومكتبة البلدة.

## الجغرافيا والنقل

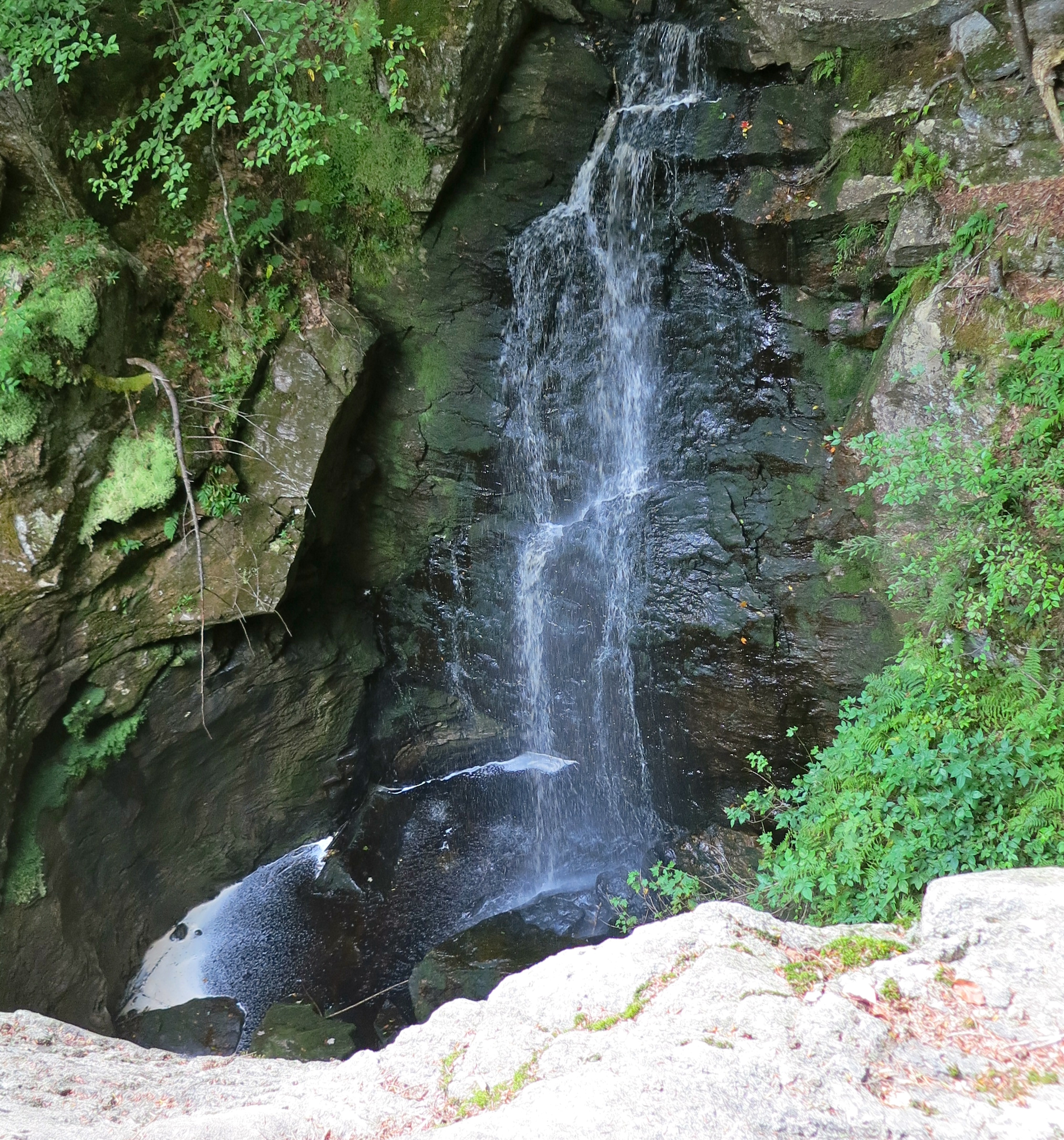
يمكن الوصول إلى شلالات رويالستون عبر مسار ينحدر بطول 0.8 ميل من بداية المسار على الطريق 32.

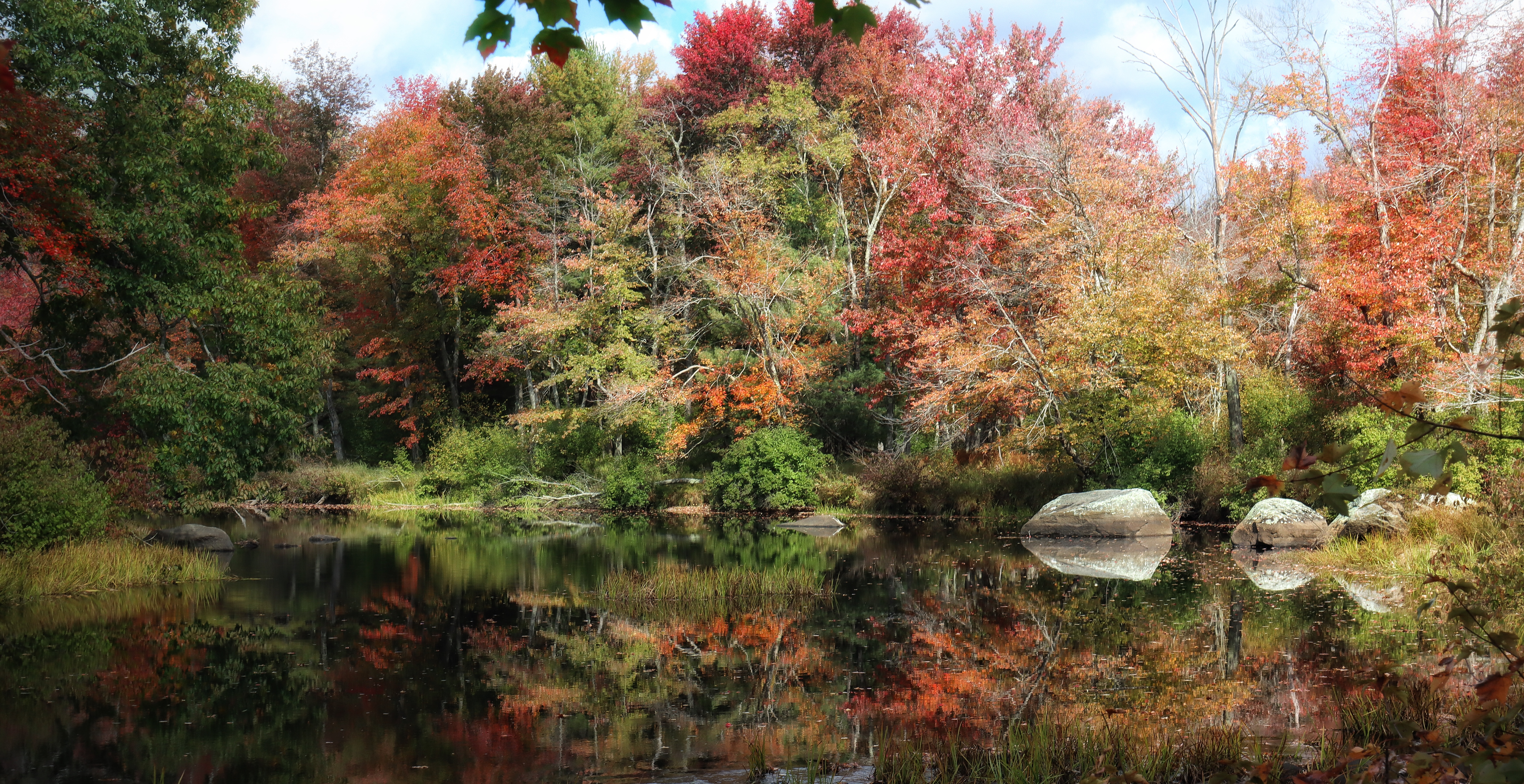
نهر ميلرز من الشارع الرئيسي – ساوث رويالستون ثاتشر

وفقًا لمكتب تعداد الولايات المتحدة، تبلغ المساحة الإجمالية للبلدة42.5 ميل مربع (110 كـم2)، منها 41.9 ميل مربع (109 كـم2) يابسة 0.6 ميل مربع (1.6 كـم2)، أو 1.39%، عبارة عن مسطحات مائية. تقع بلدة رويالستون في الجزء الشمالي الغربي من وسط ماساتشوستس، على أرضٍ تلالية. يقع مركز البلدة بالقرب من تل فراي، الذي ينحدر بسرعة باتجاه الأسفل غرب مركز البلدة مباشرة، إلى وادي نهر تالي. يصب نهر تالي عبر بحيرة لونغ وبحيرة تالي قبل أن يتدفق إلى نهر ميلرز في بلدة أثول المجاورة، أسفل النقطة التي يتدفق فيها النهر عبر الركن الجنوبي الشرقي للبلدة. تعبر العديد من الجداول الأخرى عبر البلدة، وتضم بعض الأراضي المحاذية لهذه الجداول مستنقعات. إلى الشمال الغربي، يرتفع تل وايت (1,361 قدمًا) بالقرب من خط حدود بلدة وارويك، وهو أعلى نقطة في البلدة. من المعالم البارزة شلالات رويالستون الواقعة بالقرب من الطريق 32 بالقرب من حدود نيوهامبشاير. تضم رويالستون عدة مناطق لإدارة الحياة البرية، بما في ذلك بيرش هيل، ونهر ميلرز، ولورانس بروك، وفيش بروك، ويغطي أول اثنين منها ثلاثة أجزاء كبيرة من النصف الشرقي من البلدة. تحتوي البلدة أيضًا على جزئين من الغابة الحكومية بالقرب من ويست رويالستون.
تقع رويالستون في الركن الشمالي الغربي من مقاطعة ورسستر، وتحدها مقاطعة فرانكلين من الغرب ومقاطعة شيشاير في نيوهامبشاير من الشمال. تحدها أثول من الجنوب، فيليلبستون وتمبلتون من الجنوب الشرقي، وينشيندون من الشرق، وريتشموند وفيتزويليام في نيوهامبشاير من الشمال، ووارويك وأورانج في مقاطعة فرانكلين من الغرب. يقع مركز البلدة على بعد 24 ميل (39 كـم) (39 كيلومترًا) غرب-شمال غرب فيتشبورغ، و38 ميل (61 كـم) (61 كيلومترًا) شمال غرب ورسستر، و68 ميل (109 كـم) (109 كيلومترًا) شمال غرب بوسطن. تنقسم البلدة في الغالب إلى ثلاث قرى: القرية المركزية، ويست رويالستون، وساوث رويالستون.
لا توجد أي طرق سريعة أو طرق رئيسية تمر عبر بلدة رويالستون، حيث أن أقرب طريق هو الطريق 2 جنوب البلدة، ويمكن الوصول إليه بسهولة من خلال فيليبسون وتمبلتون. يمر الطريق 32 عبر الجزء الغربي من البلدة، متجهًا شمالاً قبل أن يصبح الطريق 32 في نيوهامبشاير. يمر الطريق 68 أيضًا عبر البلدة، من ساوث رويالستون عبر القرية المركزية وصولاً إلى ويست رويالستون، حيث ينتهي عند الطريق 32. يمر خط سكة حديد سبرينغفيلد ترمينال عبر ساوث رويالستون على طول الضفاف الجنوبية لنهر ميلرز، ولكن لا توجد وسائل نقل عام على هذا الخط أو غيره. أقرب مطار صغير هو مطار أورانج البلدي في أورانج، وأقرب خدمة جوية وطنية هي في مطار مانشستر-بوسطن الإقليمي في نيوهامبشاير.